# Pedro Lamy
José Pedro Mourão Lamy Viçoso (20. března 1972, Aldeia Galega, Portugalsko) je automobilový závodník a bývalý pilot Formule 1.

## Kariéra před Formulí
Po začátcích na motokárách a v motokrosu vyhrál na první pokus v roce 1989 portugalské mistrovství Formule Ford. Následující dva roky strávil ve Formule Opel Lotus, z toho ve druhé sezoně (1991) v této sérii zvítězil. Následující rok se přesunul do německé Formule 3, kde v týmu Williho Webera získal titul díky 11 výhrám. V sezoně 1993 startoval ve Formuli 3000 a skončil na druhé příčce jediný pod za šampionem Olivierem Panisem.

## Formule 1
Roku 1993 dostal šanci odjet poslední čtyři závody sezony za Alexe Zanardiho v týmu Lotus. Nezískal žádný bod, ale přesto zajel dobré výsledky, které mu zajistily závodní sedačku i pro rok 1994. V polovině roku si při soukromém testování na okruhu Silverstone způsobil zlomeniny obou dolních končetin a zbytek sezony tak byl nucen vynechat.
Po náročné léčbě získal v polovině roku 1995 smlouvu s týmem Minardi, kde nahradil Pierluigi Martiniho a získal pro italského outsidera jeden bod v Adelaide. Pro sezonu 1996 zůstal u týmu z Faenzy, avšak nedokázal navázat na úspěch z minulého roku, nezískal žádný bod a se stájí se na další spolupráci nedomluvil.

## Kariéra po Formuli 1
Po odchodu z formule 1 se zaměřil na závody sportovních vozů. Roku 1997 obsadil třetí místo kategorie GT1 na 24 hodin Le Mans. V roce 1998 v Mistrovství světa FIA GT zvítězil v týmu Chrysler s kolegou Olivierem Berettou v kategorii GT2. Startoval také v 24 hodin Le Mans a za tovární tým Mercedesu závodil v DTM.
S týmem Zakspeed dvakrát (2002, 2003) vyhrál 24 hodin na Nürburgringu a roku 2003 získal titul i sérii V8Star. V roce 2004 odjel několik závodů s automobilku BMW a vyhrál kategorii GTS v Le Mans Endurance Series s vozem Ferrari 550 Maranello. V sezoně 2005 jel vytrvalostní závody na okruhu Sebring a Le Mans jako tovární jezdce Aston Martin, odjel svůj oblíbený závod na Nürburgringu s týmem BMW a s týmem Larbre závodidil v mistrovství světa cestovních vozů, testoval také pro národní tým monopost A1 GP, ale k závodům se nedostal.
Roku 2007 se stal továrním pilotem Peugeotu v LMS, kde na první pokus získal titul mistra kategorie LMP1.

## Kompletní výsledky ve Formuli 1
| Legenda k tabulce | Legenda k tabulce                                                                       |
| Barva             | Výsledek                                                                                |
| ----------------- | --------------------------------------------------------------------------------------- |
| Zlatá             | Vítěz                                                                                   |
| Stříbrná          | 2. místo                                                                                |
| Bronzová          | 3. místo                                                                                |
| Zelená            | Bodované umístění                                                                       |
| Modrá             | Nebodované umístění                                                                     |
| Modrá             | Dokončil neklasifikován (NC)                                                            |
| Fialová           | Odstoupil (Ret)                                                                         |
| Červená           | Nekvalifikoval se (DNQ)                                                                 |
| Červená           | Nepředkvalifikoval se (DNPQ)                                                            |
| Černá             | Diskvalifikován (DSQ)                                                                   |
| Bílá              | Nestartoval (DNS)                                                                       |
| Bílá              | Závod zrušen (C)                                                                        |
| Světle modrá      | Pouze trénoval (PO)                                                                     |
| Světle modrá      | Páteční testovací jezdec (TD)                                                           |
| Bez barvy         | Netrénoval (DNP)                                                                        |
| Bez barvy         | Vyřazen (EX)                                                                            |
| Bez barvy         | Nepřijel (DNA)                                                                          |
| Bez barvy         | Odvolal účast (WD)                                                                      |
| Bez barvy         | Nezúčastnil se (prázdné)                                                                |
| Označení          | Význam                                                                                  |
| Tučnost           | Pole position                                                                           |
| Kurzíva           | Nejrychlejší kolo                                                                       |
| †                 | Jezdec nedojel do cíle, ale byl klasifikován, protože odjel více než 90 % délky závodu. |
| ‡                 | Byl udělován poloviční počet bodů, protože bylo odjeto méně než 75 % délky závodu.      |
| Horní index       | Umístění bodujících jezdců ve sprintu                                                   |

| Rok  | Tým                     | Šasi          | Motor                 | 1       | 2      | 3       | 4      | 5     | 6       | 7       | 8       | 9      | 10      | 11     | 12      | 13      | 14      | 15     | 16      | 17    | Umístění  | Body |
| ---- | ----------------------- | ------------- | --------------------- | ------- | ------ | ------- | ------ | ----- | ------- | ------- | ------- | ------ | ------- | ------ | ------- | ------- | ------- | ------ | ------- | ----- | --------- | ---- |
| 1993 | Team Lotus              | Lotus 107B    | Ford HB 3.5 L V8      | RSA     | BRA    | EUR     | SMR    | ESP   | MON     | CAN     | FRA     | GBR    | GER     | HUN    | BEL     | ITA 11  | POR Ret | JPN 13 | AUS Ret |       | -         | 0    |
| 1994 | Team Lotus              | Lotus 107C    | Mugen-Honda 3.5 L V10 | BRA 10  | PAC 8  | SMR Ret | MON 11 | ESP   | CAN     | FRA     | GBR     | GER    | HUN     | BEL    | ITA     | POR     | EUR     | JPN    | AUS     |       | -         | 0    |
| 1995 | Minardi Scuderia Italia | Minardi M195  | Ford ED 3.0 L V8      | BRA     | ARG    | SMR     | ESP    | MON   | CAN     | FRA     | GBR     | GER    | HUN 9   | BEL 10 | ITA Ret | POR Ret | EUR 9   | PAC 13 | JPN 11  | AUS 6 | 18. místo | 1    |
| 1996 | Minardi Team            | Minardi M195B | Ford ED 3.0 L V8      | AUS Ret | BRA 10 | ARG Ret | EUR 12 | SMR 9 | MON Ret | ESP Ret | CAN Ret | FRA 12 | GBR Ret | GER 12 | HUN Ret | BEL 10  | ITA Ret | POR 16 | JPN 12  |       | -         | 0    |